# C-RAN
C-RAN е нова клетъчна мрежова архитектура предназначена за бъдещата мобилна мрежова инфраструктура представена през 2010 година в Пекин от Китайския институт по изследване на мобилните технологии. C-RAN представлява централизирана архитектура основана на облачни изчисления посредством мрежа за радио достъп.
Технологията поддържа както съществуващите 2G, 3G и 4G стандарти, така и бъдещите им наследници.
Архитектурата на C-RAN позволява конфигурирането на една базова единица излъчваща сигнал с множество радио глави, които приемат, усилват и отново предават този сигнал. Тази иновативна конструкция ще бъде не само по-евтина за инсталация и поддръжка от мобилните оператори, но и ще достави по-бързи скорости на обмен на данни. За разлика от клетъчните кули, освен това, радио главите ще могат да се позиционират практически навсякъде, където има достъп до електричество и интернет.